# Sicilianska
Sicilianska är ett romanskt språk som talas på Sicilien. Språket delas i åtta huvuddialekter.. Språket uppvisar influenser från grekiska, latin, arabiska, spanska och franska. Sicilianska har olika varianter i sig, och än har man inte kunnat skapa ett språk som samlar alla varianterna i ett enda mål.
Den italienska staten har inte velat erkänna sicilianskan som officiellt språk. Sicilianska anses vara hotat eftersom största delen av talare har börjat använda standarditalienska istället för sicilianska.

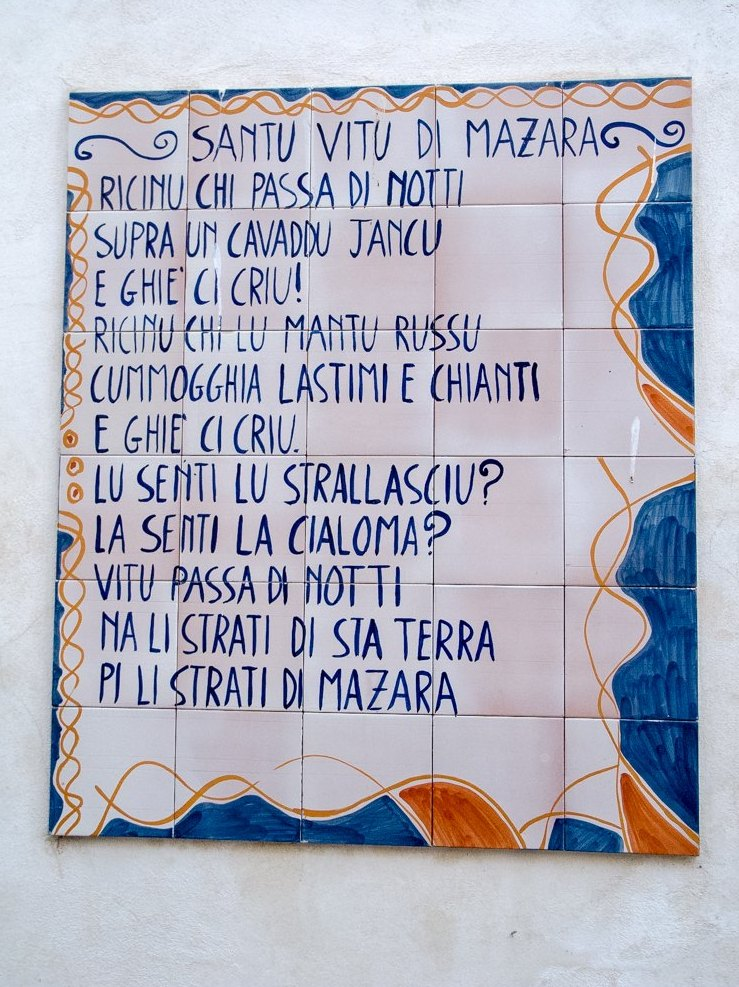
En dikt på sicilianska

Språket skrivs med latinska alfabetet.

## Fonologi

### Konsonanter
|             | Labial | Dental   | Alveolar | Retroflex | Palatoalveolar | Palatal | Velar  |
| ----------- | ------ | -------- | -------- | --------- | -------------- | ------- | ------ |
| Nasal       | m      |          | n        |           |                | ɲ       | ŋ      |
| Klusil      | p \| b | t \| d   |          | ɖ         |                |         | k \| g |
| Affrikat    |        | ts \| dz |          | ʈʂ \| ɖʐ  | tʃ \| dʒ       |         |        |
| Frikativ    | f \| v | s \| z   |          | ʂ \| ʐ    | ʃ \| ʒ         |         |        |
| Tremulant   |        |          | r        |           |                |         |        |
| Approximant | w      |          | l        |           |                | j       |        |

Källa:

### Vokaler
|              | Främre | Central | Bakre |
| ------------ | ------ | ------- | ----- |
| Sluten       | i      |         | u     |
| Mellansluten | ɛ      |         | ɔ     |
| Öppen        |        | a       |       |

Källa:

## Lexikon
Räkneord 1-10 på sicilianska:
| 1   | 2   | 3   | 4       | 5     | 6   | 7     | 8    | 9    | 10   |
| --- | --- | --- | ------- | ----- | --- | ----- | ---- | ---- | ---- |
| unu | dui | tri | quattru | cincu | sei | setti | ottu | novi | deci |